# شركة المجموعة العربية للتأمين

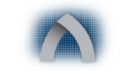
شعار الشركة

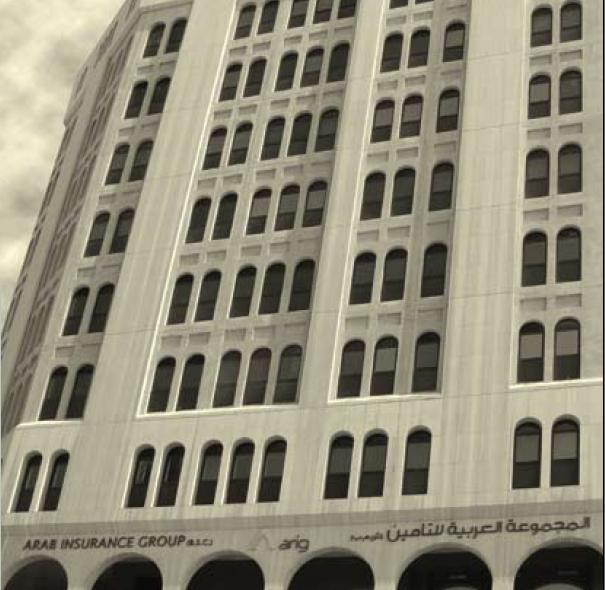
مقر أريج في المنامة.

شركة المجموعة العربية للتأمين المعروفة باسم أريج تأسست في عام 1980 وأنشئتها حكومات الكويت وليبيا والإمارات وهي أكبر شركة عربية مشتركة لإعادة التأمين. أريج موجودة في أسواق البحرين ودبي والكويت المالية ومملوكة من قبل حوالي 5 آلاف مساهم. تضم أريج فريق من المهنيين الدوليين ويساهم البحرينيين بالنصيب الأكبر بنسبة 56٪. أريج تحت قيادة ياسر البحارنة وهو بحريني الجنسية حيث انضم إلى الشركة في مايو 1987 وشغل العديد من المناصب. تقدم اليوم أريج مجموعة واسعة من خدمات المعاهدات وإعادة التأمين الاختياري للممتلكات والحوادث وكذلك الحياة والخطوط الطبية لعملائها في المنطقة وخارجها.

## سوق أريج
أريج تلبي مطالب شركات التأمين في أفريقيا والشرق الأوسط وشرق آسيا. لعبت أريج في منطقة الشرق الأوسط دورا بارزا وتلقت الشركة دعما متزايدا من العملاء في شرق آسيا وتلك الموجودة في اقتصادات أفريقيا السوداء.

## المشروع المشترك
- هاردي أريج لإدارة التأمين (هيم).

## مكاتب أريج
- المجموعة العربية للتأمين (المكتب الرئيسي).
- فرع سنغافورة.
- فرع لابوان.

## مجلس الإدارة
- خالد علي البستاني (رئيس).
- خالد جاسم بن كلبان (نائب رئيس مجلس الإدارة ورئيس اللجنة التنفيذية).
- فؤاد عبد الصمد الفلاح (المدير ورئيس مجلس إدارة التدقيق).
- حامد صالح السيف (مدير وعضو اللجنة التنفيذية).
- محمد خليفة الفهد المهيري (المدير وعضو لجنة التدقيق).
- سلطان أحمد الغيث (مدير وعضو اللجنة التنفيذية).
- عبد العزيز عبد الله الزعابي (المدير وعضو اللجنة التنفيذية).
- ماجد علي عمران الشامسي (مدير وعضو لجنة التدقيق).
- فتحي م. أ. الحاجي (مدير).

## الإدارة العامة
- ياسر البحارنة (الرئيس التنفيذي).
- أندرياس ويدليتش (مدير عام - إعادة التأمين).
- ناغاراجان كنان (نائب المدير العام - التمويل والإدارة).
- صلاح المعراج (مساعد المدير العام - إعادة التأمين).